# 에린 왓슨
에린 왓슨(Erin Wasson, 1982년 1월 20일 ~ )은 미국의 모델이다.